# 夜鸚鵡
夜鸚鵡（学名：Pezoporus occidentalis），又名夜行鸚鵡，是澳洲特有的一種細小鸚鵡。牠們原先是分類在獨自的屬中（Geopsittacus），但很多學者都將牠們連同地棲鸚鵡分類在Pezoporus之中。虎皮鸚鵡亦是牠們的遠親。
於1912年至1979年沒有見到夜鸚鵡，引起認為牠們已經滅絕的推測。自1979年就已經極少見到牠們，而牠們的數量不明。最近一次的活體觀察記錄是在2017年，於西澳大利亞的布魯姆被拍攝到。

## 特徵
夜鸚鵡較為細小，主要呈黃綠色，有深褐色、黑色及黃色的斑點。牠們的尾巴較地棲鸚鵡的短，而棲息地及分佈亦有所不同。牠們主要是領域性的，只會在受驚或尋找水源時才會飛到空中。牠們主要在夜間活動，且鬼鬼祟祟。牠們喜歡生活在澳洲內陸的乾旱地方。

## 保育狀況

已知夜鸚鵡出現的位點。

夜鸚鵡的數量不明，估計狀況介乎滅絕至無危。世界自然保護聯盟將牠們列為瀕危。
自1880年代起，就只有少量可靠的觀察報告，最近的是於2006年在昆士蘭西南部發現夜鸚鵡的屍體標本。之前於2005年，在西澳州的皮爾巴拉觀察到三隻夜鸚鵡。於1990年在昆士蘭的偏遠地區亦發現了一隻屍體，及於1979年一隊南澳博物館的科學家在南澳州北部見到一群類似的夜鸚鵡。鳥類學家一直在尋找活生生的夜鸚鵡，甚至在斑胸草雀的巢中去尋找夜鸚鵡的羽毛。

## 外部連結
- 澳洲政府有關夜鸚鵡的資料（页面存档备份，存于）
- Parrot Encyclopedia, World Parrot Trust （页面存档备份，存于）
- BirdLife Species Factsheet （页面存档备份，存于）